# Taverniera diffusa
Taverniera diffusa är en ärtväxtart som först beskrevs av Jacques Cambessèdes, och fick sitt nu gällande namn av Mats Thulin. Taverniera diffusa ingår i släktet Taverniera och familjen ärtväxter. Inga underarter finns listade i Catalogue of Life.